# مقاطعة بروكسل
مقاطعة بروكسل (بالألمانية: Distrikt Brüssel)‏؛ (بالهولندية: Distrikt Brussel)‏، (بالفرنسية: District Bruxelles)‏ نظام الحكم الإداري بحكم القانون الذي أنشأته ألمانيا النازية في عام 1944. من الناحية النظرية، فقد شملت منطقة العاصمة بروكسل الحالية، ولكن نظرًا لتحريرها من قبل الحلفاء في سبتمبر 1944، فإنها لم تكن موجودة في الواقع.

## التاريخ
بعد غزوها من قبل ألمانيا في يونيو 1940، وضعت بلجيكا في البداية تحت حكومة عسكرية «مؤقتة». كان هذا على الرغم من المزيد من الفصائل الراديكالية داخل الحكومة الألمانية مثل قوات الأمن الخاصة التي تحث على تنصيب حكومة مدنية نازية أخرى، كما حدث في النرويج وهولندا.  تم ضمها مع الإقليمين الفرنسيين في الشمال وباد كاليه (تم تضمينهما على أساس أن جزءًا من هذه الأراضي ينتمي إلى فلاندرز الجرمانية، بالإضافة إلى حقيقة أن المنطقة بأكملها شكلت وحدة اقتصادية متكاملة  ) باسم الإدارة العسكرية في بلجيكا وشمال فرنسا ( Militärverwaltung in Belgien und Nordfrankreich ).